# Amtsgericht Mohrungen
Das Amtsgericht Mohrungen war ein preußisches Amtsgericht mit Sitz in Mohrungen, Ostpreußen.

## Geschichte
Das königlich preußische Amtsgericht Mohrungen wurde mit Wirkung zum 1. Oktober 1879 als eines von zehn Amtsgerichten im Bezirk des Landgerichtes Braunsberg im Bezirk des Oberlandesgerichtes Königsberg gebildet. Der Sitz des Gerichtes war Mohrungen. Aufgehoben wurde das Kreisgericht Mohrungen. Sein Gerichtsbezirk umfasste den Kreis Mohrungen ohne den Teil, der den Amtsgerichten Liebstadt und Saalfeld zugeordnet war. Am Gericht bestanden 1888 zwei Richterstellen. Das Amtsgericht war damit ein großes Amtsgericht im Landgerichtsbezirk.
Im Jahre 1945 wurden der Amtsgerichtsbezirk unter polnische Verwaltung gestellt und die deutschen Einwohner vertrieben. Damit endete auch die Geschichte des Amtsgerichtes Mohrungen.